# Pazo (Allariz)
Pazo (llamada oficialmente San Martiño de Pazó) es una parroquia española del municipio de Allariz, en la provincia de Orense, Galicia.

## Toponimia
La parroquia también es conocida por los nombres de San Martín de Pazo y San Martiño de Pazoo.

## Localización
Está rodeada por las parroquias alaricanas de Santiago de Allariz, Seoane, San Torcuato y Queiroás.

## Historia
En la Alta Edad Media, existió un monasterio dúplice dedicado a san Martín de Dumio, del mismo nombre de la localidad, en Pazó, que remite a O Pazo das Donas o El Palacio de las Dueñas. El lugar, conocido más adelante como Palatiolo, está registrado en una escritura de donación de 1043 por la que el monasterio de Santa Comba de Bande lo cede con sus bienes al monasterio de Celanova y donde consta que en el año 982 pertenecía a la abadesa Doña Guntroda.

## Organización territorial
La parroquia está formada por seis entidades de población:
- Amiadoso
- Castrelo
- A Forma
- Penamá
- San Martiño
- Lamarredonda

## Demografía
| Gráfica de evolución demográfica de Pazo entre 2000 y 2021 |
|                                                            |
| Datos según el nomenclátor publicado por el INE.           |

## Patrimonio
De la iglesia mozárabe del siglo X se conservan dos puertas laterales con arcos de herradura con alfiz y restos cegados de dos ventanas también de arco de herradura en la fachada principal.
La iglesia fue declarada Monumento Histórico Artístico en 1931 y hoy es Bien de Interés Cultural.